# Liste de membres de l'Ordre de l'Ontario
Cet article dresse la liste des personnes nommées à l'Ordre de l'Ontario par année de leur nomination.

## Membres

### 1987
- John Black Aird
- Aline Akeson
- James Maurice Stockford Careless
- William Grenville (Bill) Davis – premier ministre de l'Ontario (1971–85)
- Celia Franca – fondatrice du Ballet national du Canada
- Harry Ralph Gairey
- Duncan Gordon
- Roger Guindon – recteur de l'Université d'Ottawa (1964 à 1984)
- Dianne Harkin
- Arthur Edward Cleeve Horne
- Benjamin Sinclair Johnson – sprinter
- Franc Renaud Joubin
- John Barba-Linardo Lombardi
- Clifford Merle McIntosh
- Oskar Morawetz
- John Charles Polanyi – prix Nobel de chimie
- Alfred Wellington Purdy – poète
- James Carl Swail
- Bessie Touzel
- William «Whipper» Billy Watson

### 1988
- Alexander Baumann – nageur canadien, médaillé olympique
- June Callwood
- Floyd Sherman Chalmers
- Robertson Davies – romancier, dramaturge, critique, journaliste et professeur canadien
- Reva Gerstein
- Charlotte Lemieux
- Walter Frederick Light
- Gordon Lightfoot – auteur-compositeur-interprète
- Dennis McDermott – syndicaliste canadien
- Pauline McGibbon
- Don Moore
- Bernice Noblitt
- John Cresswell Parkin
- Beryl Potter
- John Josiah Robinette
- Murray George Ross
- Robert Bruce Salter
- John Weinzweig – compositeur

### 1989
- Louis Applebaum – compositeur
- John W.H. Bassett – éditeur canadien
- Dorothy Beam
- Leonard J. Birchall
- Violet Blackman
- Morley Callaghan – écrivaine
- Paul Charbonneau
- Charles G. Drake
- Anne S. Gribben
- James M. Ham
- F. Kenneth Hare
- Daniel A. Iannuzzi
- Norman Jewison – acteur, producteur, réalisateur et scénariste canadien
- Basil H. Johnston
- Clifford Lumsdon
- Janet Murray
- Laure Rièse
- Henry G. Thode
- Eberhard Zeidler – architecte

### 1990
- James Archibald
- Margaret Atwood – romancière
- John F. Bailey
- Maxwell Enkin
- Maureen Forrester – contralto
- Ursula Franklin
- George R. Gardiner
- Stanley George Grizzle
- Karen Kain
- Vicki Keith
- Wilbert Keon – chirurgien, chercheur et sénateur canadien
- Robert McClure
- Roland Michener – 20e gouverneur général du Canada
- Roderick Moran
- Brian Orser – patineur artistique canadien, médaillé olympique
- Clifford Pilkey
- Wilfrid Sarazin
- Herbert Smith
- Kathleen Taylor
- Jean Woodsworth

### 1991
- Gérald Barbeau
- John V. Basmajian
- Elisabeth Bednar
- Agnes Benidickson
- Liona Boyd
- Clara Bernhardt
- Alfred Joseph Casson – artiste peintre canadien
- Clifford Chadderton
- Frances Dafoe – patineuse artistique canadienne
- Dora de Pedery-Hunt
- John Craig Eaton
- John Evans
- Timothy Findley – écrivain et scénariste canadien
- Mary Lou Fox
- Wilbur Howard
- William G.C. Howland
- Greta Kraus
- Sim Fai Liu
- Veronica O'Reilly
- H. Thomas Patterson
- Walter Pitman
- Annabel Slaight
- Arthur Solomon
- Louis Temporale
- George Rutherford Walker
- Lois Miriam Wilson

### 1992
- Lincoln M. Alexander
- Bromley L. Armstrong
- Boris Berlin
- Pierre Berton – écrivain, journaliste et animateur de télévision canadien
- Suzanne Rochon Burnett
- Linda D. Crabtree
- J. Stefan Dupré
- William Hutt
- Germain Lemieux
- G. Arthur Martin
- Doris McCarthy
- Terry Meagher
- Raymond Moriyama – architecte canadien
- J. Fraser Mustard
- Oscar Peterson – pianiste et compositeur canadien de jazz
- Serafina Petrone
- Nancy Pocock
- Harry Rasky – réalisateur, scénariste et producteur de cinéma et de télévision canadien
- Judith Simser
- Rose Wolfe

### 1993
- Roberta Bondar – première astronaute canadienne
- Pat Capponi
- Jean-Gabriel Castel – auteur et professeur de droit à l'Osgoode Hall Law School du Canada
- Tirone David
- Colin D. diCenzo
- Budhendra Doobay
- Grace Hartman
- Daniel G. Hill
- Thomas V. Hill
- Karl J. Kaiser & Donald J.P. Ziraldo
- Murray B. Koffler
- Benjamin C.Y. Lu
- Abbyann Lynch
- Lois Marshall
- Isabel McLaughlin
- W. Gunther Plaut
- Paul Rekai
- Mary Alice Stuart
- William G. Tamblyn
- Shirley Van Hoof

### 1994
- Prasanta K. Basu
- Joan Chalmers
- Martin Connell
- Elsie Cressman
- Lorna deBlicquy
- Selma Edelstone
- Nicholas Goldschmidt
- Martha Henry – actrice
- J. Conrad Lavigne
- Donald C. MacDonald
- Flora MacDonald
- Edwin Mirvish
- Alice Munro – écrivaine canadienne
- Phillip R. Nimmons
- Ted J. Nolan – joueur professionnel de hockey sur glace et entraîneur
- K. George Pedersen
- Ronald Satok
- Nelles Silverthorne
- Elizabeth Thorn
- Bryan Walls

### 1995
- Doris H. Anderson
- Tim Armstrong
- Harry Arthurs
- Douglas Bassett
- Thomas Beck
- Laurent Belanger
- Marlene Castellano
- Shirley Carr
- Angela Coughlan
- Corinne Devlin
- Robert Filler
- Ted Hargreaves
- Elmer Iseler
- Heather Johnston
- Vim Kochhar
- Linda Lundström
- Lloyd Perry
- Natavarlal Shah
- William Somerville

### 1996
- Avie Bennett
- Huguette Burroughs
- Herbert H. Carnegie
- Jesse Davidson & John Davidson
- Clifford R. Evans
- Gregory T. Evans
- Ellen Louks Fairclough – première femme membre d'un cabinet ministériel canadien
- Amber M. Foulkes
- Charles M. Godfrey
- Kamala-Jean Gopie
- Chris Austin Hadfield – astronaute canadien
- Thomas J. Hunter
- Arlette Lefebvre
- Jeffrey Wan-shu Lo
- Janet Lunn
- Trisha Romance
- Étienne Saint-Aubin
- Ezra Schabas
- Albert S. Waxman – acteur, réalisateur et scénariste canadien
- William Arthur Wilkinson
- Doreen Wicks

### 1997
- C. John Brooks
- François-X. Chamberland
- Audrey D. Cole
- John Colicos – acteur canadien
- William J. Coyle
- Leslie L. Dan
- Michael de Pencier
- A.J. Diamond
- Charles L. Dubin
- Ralph C. Ellis
- Larry Grossman
- Elizabeth Bradford Holbrook
- Ron W. Ianni
- Roy Edward Laine
- Moon Lum
- Kathleen Mann
- Judith R. Meeks
- Nancy Anne Raeburn & Paul Tsai
- Jack Rabinovitch
- Richard Rohmer – aviateur militaire, écrivain militaire et avocat
- Bob Rumball
- Nalini Stewart

### 1998
- Marion Anderson
- Bluma Appel
- Jean Ashworth Bartle
- Allan Leslie Beattie
- Irene Broadfoot
- Norman Campbell – réalisateur, producteur et compositeur canadien
- Armando Felice DeLuca
- Audikesavan Dharmalingam
- Claire O. Dimock
- Ydessa Hendeles
- Kenneth C. Hobbs
- Henry N.R. Jackman
- Maureen Kempston Darkes
- Marvelle Koffler
- Lap Cheung Lee
- Andrée Lortie
- Knowlton Nash – journaliste
- Alfred U. Oakie
- Lloyd Seivright
- Masami Tsuruoka
- Thomas Leonard Wells

### 1999
- William Campbell Blake
- Doris Boissoneau
- Paul Michel Bosc
- Mavis Elaine Burke
- Clarice Chalmers
- Keshavlal Chandaria
- Susan Charness
- Sam J. Ciccolini
- Esther Ruth Farlinger
- Victor Feldbrill
- J. K.W. Ferguson
- Maxwell Goldhar
- Doris Y.C. Lau
- Eileen McGregor
- Winnie «Roach» Leuszler
- Alice King Sculthorpe
- Bette M. Stephenson
- Hin Cheung Tam
- Gordon Robert Tapp
- Anthony P. Toldo
- Lisette Véron-Rainu
- Ken Watts

### 2000
- Danielle Allen et Normand Pellerin
- Maggie Atkinson – Lawyer and AIDS activist
- Marilyn Brooks
- Nickie Cassidy
- Ernie Checkeris
- George A. Cohon
- Lloyd Dennis
- William Andrew Dimma
- Kildare Dobbs – écrivain canadien
- Joyce Fee
- Robert Freedom
- Donald H. Harron – acteur, scénariste et réalisateur canadien
- Jane Jacobs – auteur canadienne, philosophe de l'architecture et de l'urbanisme
- Stephan Lewar
- Janet MacInnis
- Frank Stuart Miller – politicien, premier ministre de l'Ontario (1985)
- Betty Oliphant – cofondatrice de l'École nationale de ballet du Canada
- J. Robert S. Prichard
- Joseph Radmore
- Margaret M. Risk
- Haroon Siddiqui
- Calvin Stiller
- Donald A. Stuart
- Lap-Chee Tsui
- Irving Ungerman

### 2001
- Richard Alway
- Gwen M. Boniface
- Rita Burak
- Danielle Campo
- Michael «Pinball» Clemons (en)
- Ken Danby
- Terry Daynard
- Terrence Donnelly
- Gail J. Donner
- Fredrik Stefan Eaton
- C. Dennis Flynn
- Nicolas D. Georganas
- Helen Haddow
- Paul Kells
- Jake Lamoureux
- Alexina Louie
- Lewis W. MacKenzie – militaire canadien du grade de major-général
- Signe et Robert McMichael
- «Dusty» Eleanor Joan Miller
- David Mirvish
- Peter Nesbitt Oliver
- James S. Redpath
- Donald T. Stuss
- Bhausaheb Ubale
- Carin Wittnich
- Madeline Ziniak

### 2002
- Peggy Baker
- Marilyn Bell Di Lascio
- David Blackwood
- Frederick M. Catzman
- Austin Chesterfield Clarke – écrivain canadien
- Mario Cortellucci
- Patricia Freeman Marshall
- Irving R. Gerstein
- Joan Goldfarb
- Walter Gretzky
- Phyllis M. Grosskurth
- Raymond O. Heimbecker
- Patrick J. Keenan
- Tom Kneebone
- Burton Kramer
- Benson Lau
- J. Douglas Lawson
- Rhéal Leroux
- William Lindsay
- Joan Murray
- Mark Poznansky
- Joanna Santa Barbara
- Thomas H.B. Symons
- Lela Wilson

### 2003
- Joseph J. Barnicke
- John Kim Bell
- Archibald J.D. Brown
- Dorothy Duncan
- Julian Fantino – politicien canadien et ancien chef de police de Toronto
- Mary P. Germain
- Avis E. Glaze
- Benjamin Goldberg
- Doris R. Grinspun
- George Gross
- Macklin Leslie Hancock
- Ryan Victor Hreljac
- Frederic L. R. Jackman
- Laura Louise Legge
- I Helen Lang Lu
- Donald Mackay
- Jack Marshal
- Anna Porter
- Robert Keith Rae – homme politique canadien, premier ministre de l'Ontario (1990–95)
- Eric Wilfrid Robinson
- Diane Simard Broadfoot
- Magaret Joan Thompson
- Mabel Van Camp
- Michael Weir – golfeur, premier canadien à remporter le Tournoi des Maîtres (The Masters)
- Kirk Wipper
- William J. Withrow

### 2004
- Tyseer Aboulnasr
- Jeff Adams
- Mohammad Azhar Ali Khan
- Diana Alli
- Patricia Arato
- Robin Badgley
- Iain Baxter – artiste conceptuel et professeur canadien
- Louise Binder
- Richard Bradshaw
- Leonard Braithwaite
- Inez Elliston
- Adele Fifield
- Joan Francolini
- Sheldon Galbraith
- Allan Gross
- Andrea Jorgensen
- Joyce Lange
- Delores Lawrence
- René Marin
- Devid McGirr
- Anthony Pawson
- Kim Phuc Phan Ti – sujet principal d'une photo de Nick Ut après l'explosion d'une bombe au napalm pendant la guerre du Viêt Nam
- John Rochon
- Chandrakant Shah
- Gordon Surgeoner
- Galen Weston – homme d'affaires de l'industrie alimentaire
- Lawrence Wnuk
- James Young
- Margaret Zeidler

### 2005
- Naomi Alboim
- Ron D. Barbaro
- Harold M. Brathwaite
- Boris Brott – musicien (violoniste) et chef d'orchestre
- Donald Carr
- Brian L. Desbiens
- Thomas A. Dignan
- Deborah Ellis – auteure et militante anti-militarisme
- Hughes C. Eng
- Brenda Louise Gallie
- Dorothy M. Griffiths
- William A. Harshaw
- John A. Honderich
- Leon Katz
- Gisèle Lalonde – mairesse de la ville de Vanier (1985 à 1991) et figure de proue du mouvement SOS Montfort
- Mike Lazaridis – fondateur de Research in Motion et inventeur du BlackBerry
- Beatrice Levis
- Nancy H. O. Lockhart
- Ernest A. McCulloch – pionnier en biologie, ayant découvert les cellules souches avec James E. Till
- Lillian McGregor
- Sher Ali Mirza
- Ratna Omidvar
- Sandra Rotman
- Mark Starowicz – producteur et journaliste canadien
- Marlene Streit
- Ronald W. Taylor
- James E. Till - pionnier en biologie, ayant découvert les cellules souches avec Ernest A. McCulloch
- John Walker Whiteside
- Moses Znaimer – producteur canadien

### 2007
- Thomas J. Bitove
- John Richard Bond
- Bernice Desnoyers
- Rolland Desnoyers
- Peter J. George – économiste canadien
- Christopher A. Harris
- Peter A. Herrndorf
- Rebecca F. Jamieson
- Max Keeping
- M. David Lepofsky
- Tak Wah Mak
- J. William McConkey
- Roderick R. McInnes
- R. Roy McMurtry
- Lorraine Monk
- Albert Kai-Wing Ng
- Adeena Niazi
- Gordon M. Nixon
- Margaret Helen Ogilvie
- Eva Olsson
- Marlene Ann Pierre
- Frances A. Shepherd
- Janice Stein
- Paul-François Sylvestre – écrivain canadien
- William Thorsell
- David Walde
- Paul Walfish

### 2008
- Michael Baker
- Sheela Basrur
- George Brady
- Jack Chiang
- Tony Dean
- Mary Louise Dickson
- Noel Edison
- Frank Fernandes
- Jean-Robert Gauthier – homme politique canadien
- Sam George
- Heather Gibson
- Robert A. Gordon
- Gordon Cecil Gray
- Susan Hoeg
- Claude Lamoureux
- Patrick J. LeSage
- Joe MacInnis
- David H. MacLennan
- Lorna Marsden
- David Peterson – homme politique canadien, premier ministre de l'Ontario (1985–90)
- Ed Ratushny
- Rosemary Sadlier
- Fuad Sahin
- Barbara Ann Scott-King – patineuse artistique canadienne, championne olympique
- Ellen Seligman
- Peter Guy Silverman
- David Smith
- Ted Szilva
- Mary Welsh

### 2009
- Constance Backhouse
- Philip Berger
- Lawrence Bloomberg
- Lesley Jane Boake
- Helen Chan
- Peter Crossgrove
- Mike DeGagné
- Levente Diosady
- Fraser Dougall
- Jacques Flamand - éditeur, traducteur, poète et essayiste canadien
- Jean Gagnon
- Paul Godfrey
- Peter Godsoe
- Ovid Jackson
- Kellie Leitch
- Gerry Lougheed
- Diana Mady Kelly
- Naseem Mahdi
- Samantha Nutt
- James Orbinski
- Bonnie Patterson
- Shirley Peruniak
- Alice Porter
- Ken Shaw
- Janet Stewart
- Shirley Thomson
- George Turnbull
- Mladen Vranic
- Anne-Marie Zajdlik

### 2010
- Suhayya Abu-Hakima
- Russell Bannock
- Dre Gail Beck
- Dr Joseph Chin
- Lynn Factor
- Gerald Fagan
- Nigel Fisher
- Lillie Johnson
- Ignat Kaneff
- Mobeenuddin Hassan Khaja
- Elizabeth Ann Kinsella
- Huguette Labelle
- Elizabeth Le Geyt
- Clare Lewis
- Louise Logue
- Gordon McBean
- Wilma Morrison
- Coulter Osborne
- Chris G. Paliare
- Gilles Patry
- Dave Shannon
- Molly Shoichet
- Howard Sokolowski
- Edward Sonshine
- Reginald Stackhouse
- David Staines
- Martin Teplitsky
- Dave Toycen
- John Ronald Wakegijig
- Elizabeth Hillman Waterston

### 2011
- Peter Adams
- Dre Anna Banerji
- Dre Sandra E. Black
- Paul Cavalluzzo
- Catherine Colquhoun
- David Crombie
- Nathalie Des Rosiers
- Marcel Desautels
- Sara Diamond
- Charles Garrad
- Peter Gilgan
- Frank Hayden
- Donald Jackson - patineur artistique canadien, médaillé olympique
- Zeib Jeeva
- Howard McCurdy
- Arthur McDonald
- Noella Milne
- Suzanne Pinel - auteure-compositeure-interprète canadienne, pédiatre et animatrice à la télévision
- Ucal Powell
- Barbara Reid
- Alison Rose
- Linda Schuyler productrice canadienne
- Dr Louis Siminovitch
- Rahul Singh
- Connie Smith
- Ray Stortini
- John Tory - homme politique canadien

### 2012
- Dr Izzeldin Abuelaish
- Michael Burgess
- Mark Cohon
- Glen Cook
- Stephen Cook - informaticien et mathématicien américano-canadien
- Phyllis Creighton
- Michael Davies
- Ronald Deibert
- Dr Rory Fisher
- Anne Golden
- Joan Green
- Dr Vladimir Hachinski
- John D. Honsberger
- Dr Shafique Keshavjee
- Frère Joseph MacDonald
- Don MacKinnon
- Deepa Mehta - réalisatrice, scénariste et productrice de cinéma canadienne
- Vincent Pawis
- Sœur Helen Petrimoulx
- Sydney Robins
- Dre Gail Robinson
- Mamdouh Shoukri
- Barry Smit
- Brian Stewart
- Frank Tierney
- Marlene Streit (nommée à l'Ordre de l'Ontario en 2005 mais investie à la cérémonie 2013)
- Huguette Labelle(nommée à l'Ordre de l'Ontario en 2005 mais investie à la cérémonie 2013)

### 2013
- Irving Abella - auteur, historien et professeur canadien
- Dr Mohit Bhandari
- Paul Burston
- George E. Carter
- Ellen Campbell
- Penny Collenette
- Ronald Common
- Paul Corkum
- David Cronenberg - réalisateur canadien
- Alvin Curling
- Allison Fisher
- Claude B. Gingras
- Avvy Yao Yao Go
- Piers Handling
- Paul Henderson - joueur de hockey sur glace canadien
- Justin Hines
- Ronald Jamieson
- Jeanne Lamon - chef d'orchestre
- Frances Noronha
- Lyn McLeod
- Diane Morrison
- Steve Paikin - journaliste, producteur et écrivain canadien
- Dr James Rutka
- Adel Sedra
- Toby Tanenbaum